# Cenchrus purpureus
Cenchrus purpureus (Schumach.) Morrone, 2010, noto anche come erba elefante, erba Napier, o erba ugandese, è una specie erbacea perenne tropicale della famiglia delle Poacee, originaria delle praterie africane.

## Descrizione
È una pianta erbacea alta fino a tre metri, formante robusti ciuffi simili a quelli del bambù.
L'erba ha riproduzione sessuale con produzione di semi, ma il sistema sessuale è poco efficiente e la diffusione è maggiormente applicata per via vegetativa dai robusti stoloni che decorrono sul suolo.
In natura produce un manto ricoprente continuo monospecie.
La pianta è soggetta al clima dei paesi di origine del sud-est africano, con una rigogliosa vegetazione nella stagione successiva alle piogge, e con la essiccazione della parte aerea nella stagione secca.

## Coltivazione
La naturale diffusione per stoloni è utilizzata anche per la coltivazione, raccogliendo frammenti degli stoloni superficiali ed interrandoli in solchi a distanza di 75 cm sulla fila, e tra le file.
Ha una bassa esigenza di acqua e di nutritivi, e quindi si può farne coltivazione in terreni altrimenti incolti. Storicamente questa specie, allo stato selvatico, è stata utilizzata principalmente per il pascolo.
La produttività annua arriva a 40 t/ettaro, considerando fino a 4-5 raccolte annue.

## Usi
L'erba è un foraggio importante in Africa Sud Orientale.
Oltre che utilizzata per il pascolo ha trovato uso in una strategia di gestione dei parassiti.
Questa strategia consiste nel coltivare in una fascia di terreno che circonda le coltivazioni più pregiate (ad esempio: il mais) un fronte esterno di erba elefante.
L'erba elefante essendo originale del luogo, (diversamente che il mais che è importato) ha numerosissimi parassiti, tra queste molte specie di falene cerambici, che sono fra le maggiori cause di danni alle coltivazioni africane.
Essendo molto più ambita dai parassiti che il mais, i parassiti abbandonano il mais per l'erba. La strategia è sostenibile e conveniente perché evita spese per insetticidi e per la loro applicazione.
Inoltre la vegetazione dell'erba migliora il suolo, ne evita il disseccamento e produce un'azione contro l'erosione del suolo e del sollevamento della polvere col vento.
Questa strategia ha il vantaggio di un minor costo per i trattamenti, e diversi effetti positivi collaterali, ma necessita di maggior mano d'opera ed una maggiore area coltivata.
Inoltre la strategia prevede anche altri protocolli comportamentali come la rotazione delle coltivazioni, e la combustione (o essiccazione dei culmi) per limitare l'insediamento dei parassiti.
Tradizionalmente è usata essiccata come combustibile, dato che, con la completa essiccazione naturale dei culmi nella stagione secca, il valore nutritivo come foraggio decade.
Recentemente è utilizzata nella produzione di pasta per carta, inoltre potrebbe essere utilizzata per la produzione di biogas e carbone, mediante conversione pirolitica.